# كيني جورج
كيني جورج (11 نوفمبر 1987 بشيكاغو في الولايات المتحدة - ) (بالإنجليزية: Kenny George)‏ هو لاعب كرة سلة أمريكي في مركز الوسط.

## وصلات خارجية
- كيني جورج على موقع كرة السلة الأوروبية.كوم (الإنجليزية)
- كيني جورج على موقع كلية كرة السلة في سبورتس رفرنس.كوم (الإنجليزية)
- كيني جورج على موقع ريلجم (الإنجليزية)